# Littenheid
Littenheid ist eine Ortschaft und eine ehemalige Ortsgemeinde südwestlich von Wil SG in einem Trockental in der Thurgauer Gemeinde Sirnach in der Schweiz. In Littenheid befindet sich die Privatklinik Clienia für Psychiatrie und Psychotherapie.
Zu Littenheid gehören Stöcklihalde, Weierhof, Talhof und Waldegg.

## Geschichte

Littenheid im Jahr 1954

Das ehemalige Burgsäss Littenheid wurde um 1160/70 erstmals als Litinhaidi erwähnt. Littenheid gehörte vom Spätmittelalter bis 1798 zum Tannegger Amt. Kirchlich teilte es stets das Schicksal der Pfarrei Sirnach. 1812 wurde die zuvor selbstständige Gemeinde Littenheid der Ortsgemeinde Busswil angeschlossen, welche 1997 in der politischen Gemeinde Sirnach aufging.
1897 übernahm Jakob Uehlinger-Schwyn ein 1883 gegründetes sogenanntes Altersasyl und erweiterte es zu einer Heil- und Pflegeanstalt. Daraus ging eine staatlich anerkannte Privatklinik für Psychiatrie und Psychotherapie hervor, die seit 1917 der Familie Schwyn gehört. Nach und nach wurde die gesamte Siedlung zum ländlichen «Klinikdorf» umgestaltet. Im Zuge der Reformen des Gesundheitswesens in den 1990er-Jahren wurde die Klinik umstrukturiert und die Bettenzahl reduziert. 2005 hatte die Klinik 235 Betten und 12 Tagesklinikplätze. Im Jahr 2016 verkaufte die Familie Schwyn ihre Anteile an der Clienia-Gruppe.

## Bevölkerung
| Jahr      | 2000  | 2010  | 2018 | 2023  |
| --------- | ----- | ----- | ---- | ----- |
| Einwohner | 181   | 83    | 84   | 86    |
| Quelle    | [ 1 ] | [ 2 ] |      | [ 3 ] |

Von den insgesamt 86 Einwohnern der Ortschaft Littenheid am 31. Dezember 2023 waren 35 bzw. 40,7 % ausländische Staatsbürger. 25 (29,1 %) waren römisch-katholisch und 12 (14,0 %) evangelisch-reformiert.